# ده قصه دعوت
| بررسی انتقادی                 | بررسی انتقادی |
| منبع                          | رتبه‌بندی      |
| ----------------------------- | ------------- |
| AllMusic                      | [ ۱ ]         |
| Chicago Tribune               | [ ۲ ]         |
| Encyclopedia of Popular Music | [ ۳ ]         |
| Entertainment Weekly          | A             |
| Los Angeles Times             | [ ۵ ]         |
| Rolling Stone                 | [ ۶ ]         |
| The Rolling Stone Album Guide | [ ۷ ]         |

ده قصه دعوت چهارمین آلبوم استودیویی استینگ است. این آلبوم در سال ۱۹۹۳ تهیه شده‌است.
دو ترانه «مزارع طلا» و «اگر من ایمانم را نسبت به تو از دست بدهم» به ترتیب به رتبه ۲۳ و ۱۷ ۱۰۰ آهنگ داغ بیلبورد رسید.
این آلبوم در سال ۱۹۹۳ برنده جایزه مرکوری شد و در سال ۱۹۹۴ نامزد و برنده شش جایزه گرمی شد. (برنده جایزه بهترین آلبوم سال، بهترین آلبوم مهندسی‌شده، بهترین آلبوم غیر کلاسیک، بهترین ترانه پاپ و بهترین موسیقی فیلم برای «اگر من ایمانم را نسبت به تو از دست بدهم» و نامزد بهترین آلبوم ضبط شده سال) این آلبوم در سراسر جهان بیش از ۱۰ میلیون فروش داشته‌است.

## پس زمینه
این آلبوم در ویلتشایر و در استودیو ضبط شده‌است. تصویر جلد این آلبوم در واردور گرفته شده‌است.
در ۱۱ اوت ۱۹۹۴، این آلبوم به صورت اینترنتی و به قیمت ۱۲٫۴۸ دلار به فروش رسید.
ترانه «همه خندیدند اما تو» از نسخه‌های کانادایی و آمریکایی آلبوم حذف شد.
در کنسرت‌های این آلبوم دومینیک میلر به عنوان گیتاریست حضور داست و توانست به شهرت برسد.

## انتشار مجدد در ۱۹۹۸
این آلبوم در سال ۱۹۹۸ بازسازی شد و دوباره انتشار یافت.

## فهرست ترانه‌ها
به جز موارد ذکر شده تمام ترانه‌ها توسط استینگ نوشته شده.
| شماره | نام                                                              | نویسنده(ها)                     | مدت  |
| ----- | ---------------------------------------------------------------- | ------------------------------- | ---- |
| ۱.    | «اگر من ایمانم را نسبت به تو از دست بدهم»                        |                                 | ۴:۳۰ |
| ۲.    | «عشق قوی‌تر از عدالت است»                                         |                                 | ۵:۱۲ |
| ۳.    | «مزارع طلا»                                                      |                                 | ۳:۴۲ |
| ۴.    | «ابر بدون باران»                                                 |                                 | ۳:۳۹ |
| ۵.    | «او برای من خیلی خوب است»                                        |                                 | ۲:۳۰ |
| ۶.    | «هفت روز»                                                        |                                 | ۴:۴۰ |
| ۷.    | «سنت آگوستین در جهنم»                                            |                                 | ۵:۰۵ |
| ۸.    | «احتمالاً من هستم»                                                | استینگ، اریک کلپتون، مایکل کامن | ۴:۵۷ |
| ۹.    | «همه خندیدند اما تو» (از انتشار اصلی کانادا / آمریکا حذف شده‌است) |                                 | ۳:۵۳ |
| ۱۰.   | «شکل قلب من»                                                     | استینگ و دومینیک میلر           | ۴:۳۸ |
| ۱۱.   | «چیزی که پسر گفت»                                                |                                 | ۵:۱۳ |
| ۱۲.   | «هیچ چیز در من»                                                  |                                 | ۳:۳۹ |

ترانه‌های دیگر در دیسک دیگر که بعدها به عنوان یک دیسک تبلیغاتی منتشر شد.
1. «در تمام این مدت»
2. «روشنک»
3. «قفس روح»
4. «قدم زدن روی ماه»
5. «دژی در اطراف قلب تو»

### ب
1. «ستاره ژانویه»
2. «همه خندید اما تو»
3. «دیوانه دربارهٔ تو» (زنده)
4. «آفتاب نیست» (زنده)
5. «هر نفس تو» (زنده)
6. «پیغام در بطری» (زنده)
7. «چای در صحرا» (زنده)
8. «قدم زدن روی ماه» (زنده)
9. «پادشاه درد» (زنده)
10. «مه بنفش» (زنده)
11. «دژی در اطراف قلب تو» (زنده)
12. «روشنک» (زنده)
13. «مرا زنده نمی‌کند» (زنده)
14. «همه این زمان» (زنده)
15. «جزیره ارواح» (زنده)
16. «دریای وحشی» (زنده)

## اعضا
- استینگ: خواننده، کنترباس، سازدهنی، ساکسیفون
- دومینیک میلر: گیتار
- وینی کولیتا: درام
- دیوید ساننتی: کیبورد
- لری آدلر: سازدهنی کروماتیک
- برندان پاور: سازدهنی کروماتیک
- جان بارکلی: ترومپت
- گای بارکر: ترومپت
- سیان بل: ویولن سل
- جیمز بوید: ویولا
- ریچارد ادواردز: ترومبون
- سیمون فیشر: ویولن
- دیوید فوکس: راوی (ترانه "سنت آگوستین در جهنم")[۱۰]
- پل فرانکلین: گیتار
- کاترین گریلی: ویولن
- دیو هیت: فلوت
- کاترین تایکل: Northumbrian smallpipes و کمانچه
- مارک نایتینگال: ترومبون
- دیوید سنبورن: ساکسیفون

تولید
- تهیه‌کنندگان: استینگ و هیو پدگام
- مهندسی: هیو پدگام
- دستیار مهندس مخلوط دستیار: Pete Lewis
- Mixed by David Tickle and Hugh Padgham
- Mastered: باب لودویگ

## موسیقی متن
ترانه «احتمالاً من» توسط اریک کلپتون در اسلحه مرگبار ۳
معرفی شد. ترانه «شکل قلب من» هم در پایان فیلم لئون حرفه‌ای به نمایش درآمد و هم در سال ۲۰۱۱ در قسمت پایانی سریال شیادها پخش شد.

## تک آهنگ‌ها
| Year | Title                                     | Chart positions | Chart positions  | Chart positions |
| Year | Title                                     | US Hot 100      | UK Singles Chart |                 |
| ۱۹۹۳ | "اگر من ایمانم را نسبت به تو از دست بدهم" | ۱۷              | ۱۴               |                 |
| ۱۹۹۳ | "هفت روز"                                 | –               | ۲۵               |                 |
| ۱۹۹۳ | "مزارع طلا"                               | ۲۳              | ۱۶               |                 |
| ۱۹۹۳ | "شکل قلب من"                              | –               | ۵۷               |                 |
| ۱۹۹۳ | "عشق قوی‌تر از عدالت است (هفت گناه)"       | –               | –                |                 |
| ۱۹۹۴ | "هیچ چیز در من"                           | ۵۷              | ۳۲               |                 |